# Papegojbuske
Papegojbuske (Parrotia persica) är en växtart som först beskrevs av Augustin Pyrame de Candolle och fick sitt nu gällande namn av Carl Anton von Meyer. Enligt Catalogue of Life och Dyntaxa ingår Papegojbuske i släktet papegojbuskar och familjen trollhasselväxter. Arten förekommer tillfälligt i Sverige, men reproducerar sig inte. Inga underarter finns listade i Catalogue of Life.
Arten förekommer ursprunglig i norra Iran och Kaukasus. Den är utformad som en buske eller som ett 5 till 10 meter högt träd. Bladen får under hösten en gul, röd eller violett färg. Papegojbuske kan vara det dominerande trädet i skogarna där den ingår. Arten blommar under våren och blommorna saknar kronblad. Befruktningen sker med hjälp av vinden. Det hårda träet kan inte flyta på vatten.

## Bildgalleri

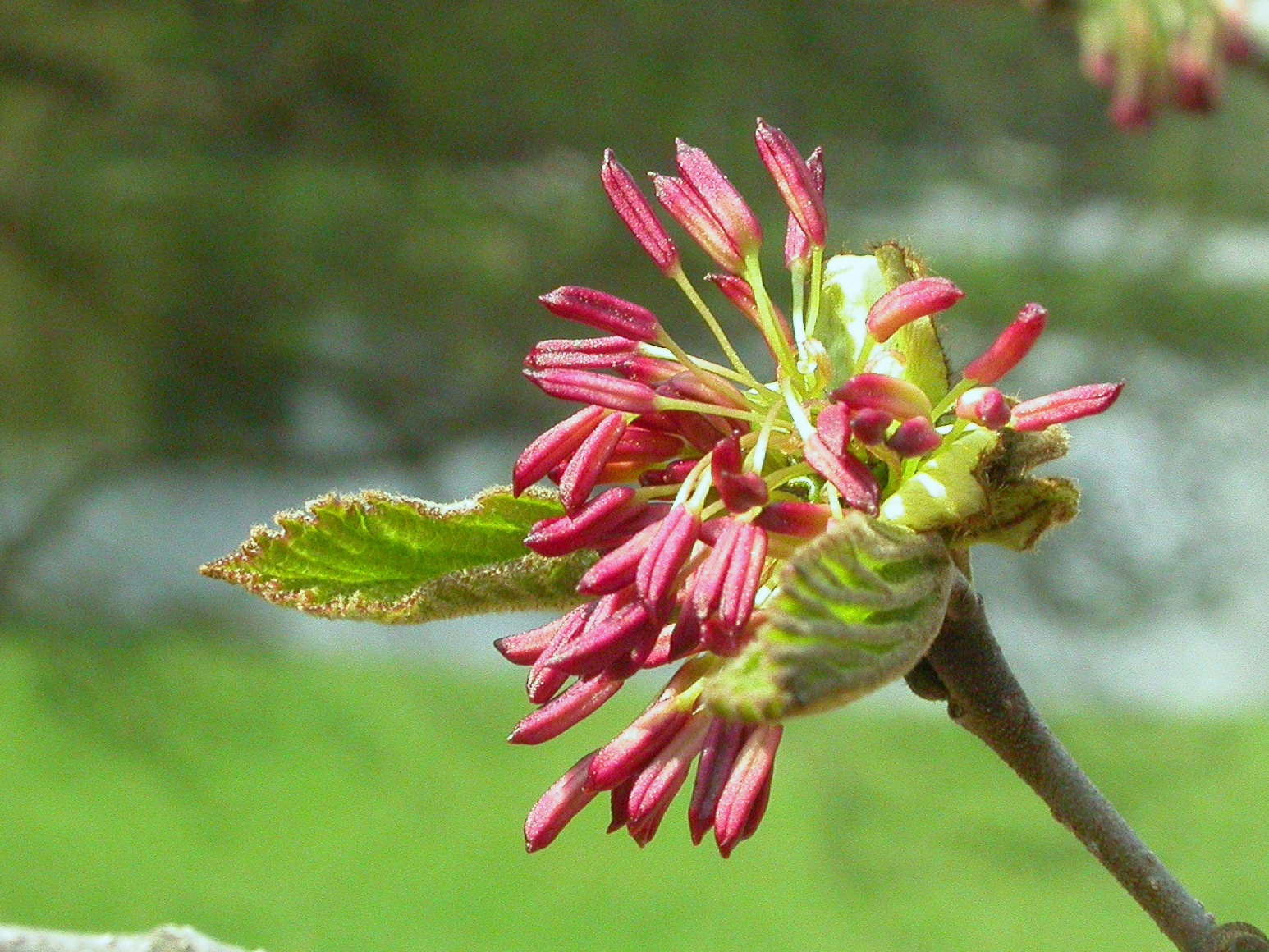
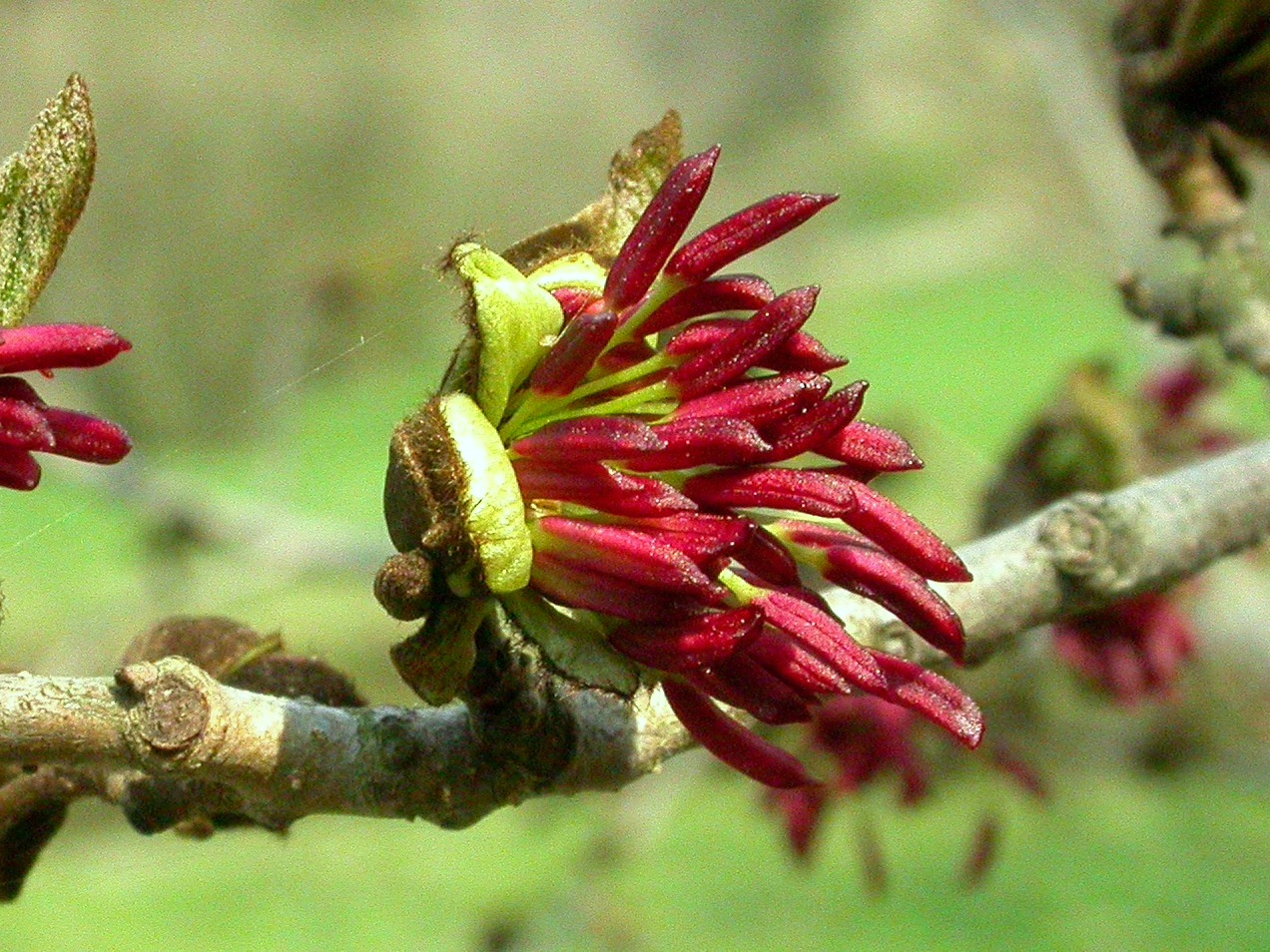
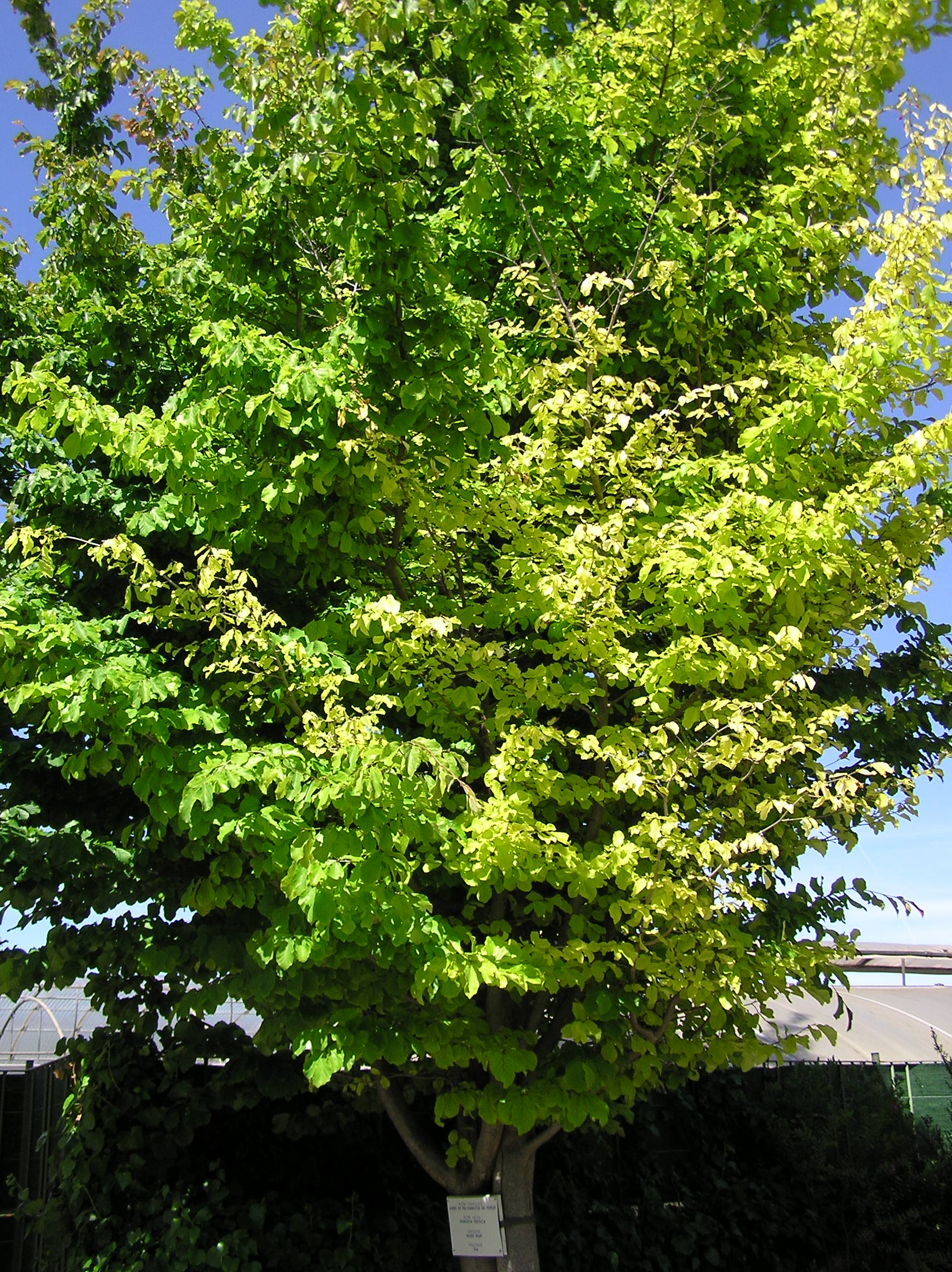
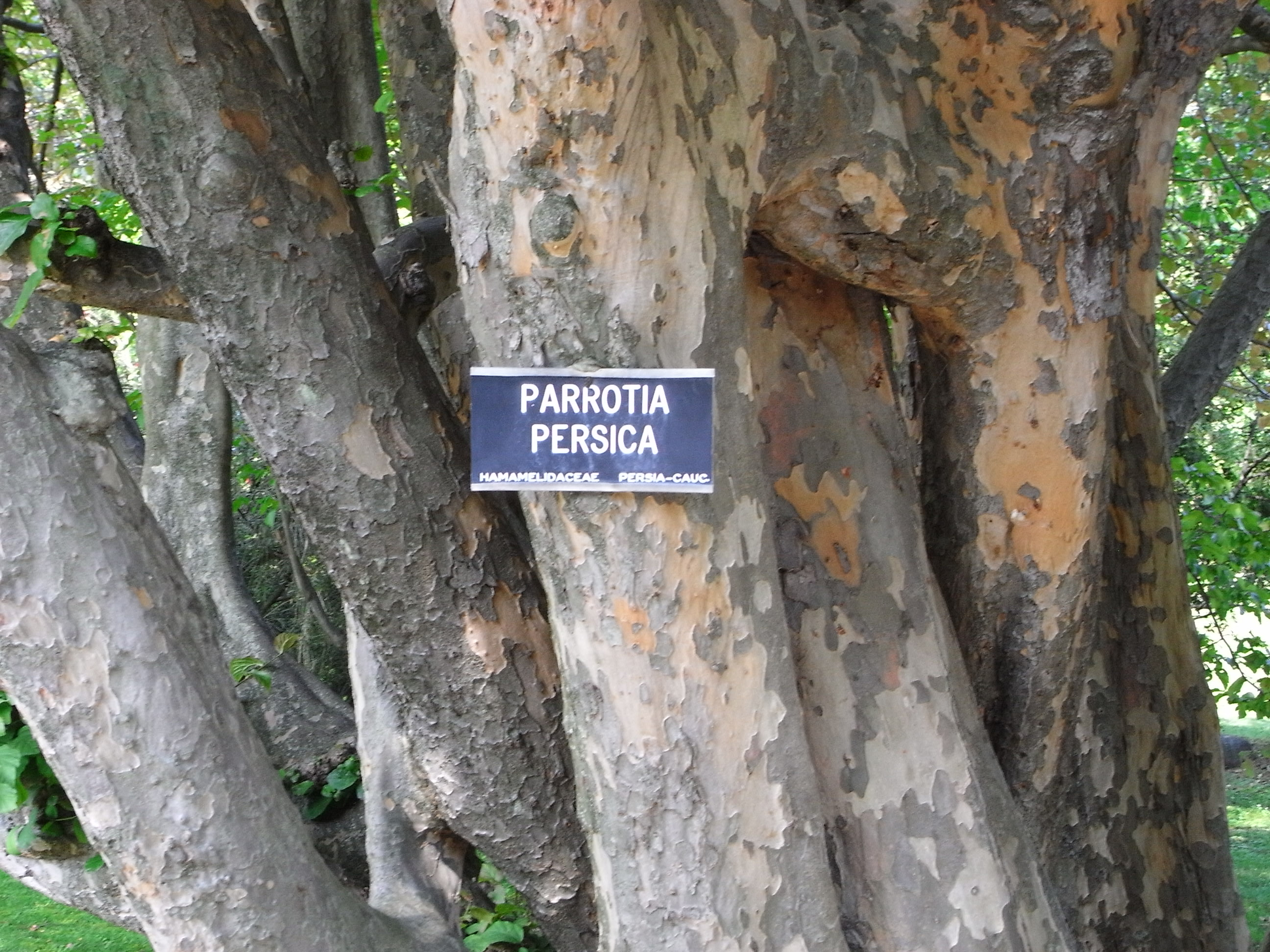
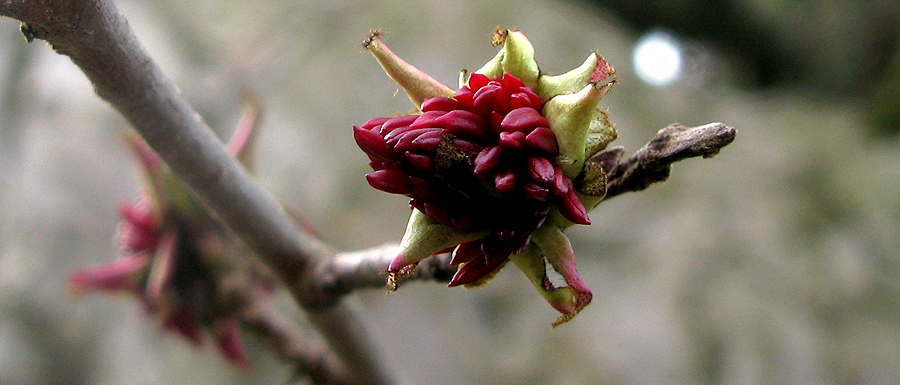
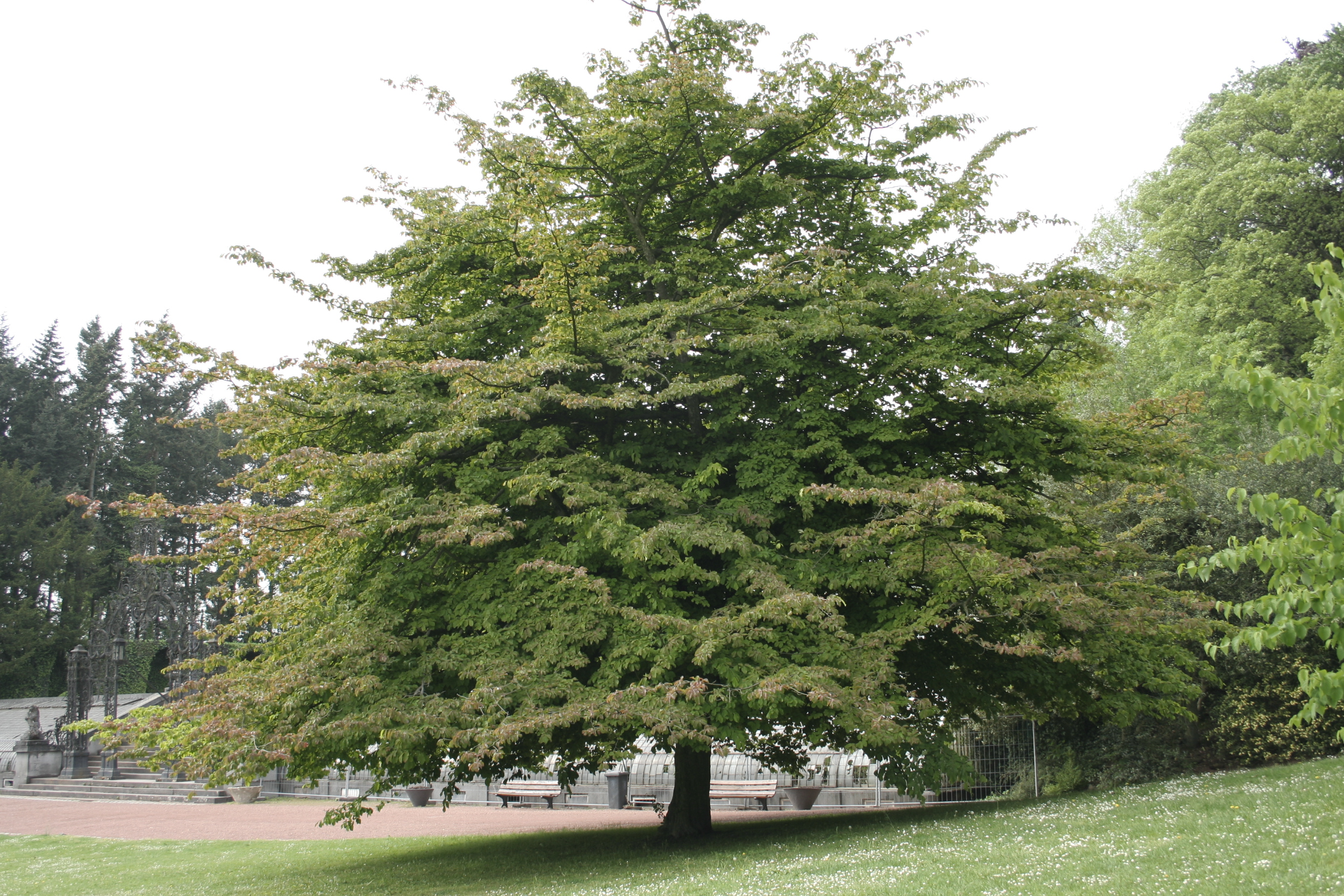